# Ağdabançay
Ağdabançay – rzeka w Azerbejdżanie, lewy dopływ rzeki Tərtər.
Jest lewym dopływem rzeki Tərtər o długości 19 km. Wysokość ujścia rzeki Ağdabançay wynosi 881 m n.p.m.. Przepływa przez rejon Kəlbəcər do rzeki Tərtər, która przez rejony Tərtər i Bərdə ma ujście w Kurze.